# 诺基亚 Asha 311
诺基亚 Asha 311（中国大陆称诺基亚 3110）是诺基亚出品的一款Asha系列手机，它拥有一颗1GHz的CPU以及一块3英寸的电容式多点触摸屏，它是诺基亚最早的三款全触屏Series 40中配置最高的一款。它搭载了Series 40 开发者平台 2.0以及Nokia OS系统，支持2G以及3G网络，使用最新的全触屏界面（Full Touch UI），拥有类似诺基亚贝拉的图标和下拉式快捷菜单等。用户可以通过内置的诺基亚商店或游戏汇应用免费下载40个正版EA游戏。